# Neue Reichenberger Hütte
Die Neue Reichenberger Hütte ist eine Alpenvereinshütte der Sektion Reichenberg des Österreichischen Alpenvereins in der Venediger/Lasörling-Gruppe.

## Lage
Die Neue Reichenberger Hütte liegt am Bödensee in der Lasörling-Gruppe. Sie ist ein vielbesuchter Stützpunkt für Touren in der Venediger/Lasörling-Gruppe.

## Geschichte
Erbaut wurde die Hütte im Jahr 1926 von den in Reichenberg (Liberec) in der Tschechoslowakei beheimateten Freunden der alpinen Bergwelt, darunter Rudolf Kauschka, als Ersatz für die als Folge des Ersten Weltkriegs enteignete Reichenberger Hütte bei Cortina d’Ampezzo in Venetien.

## Aufstieg
- Sankt Jakob in Defereggen über das Trojeralmtal, Gehzeit: 4 Stunden
- Hinterbichl, Parkplatz Ströden, über Großbachtal, Gehzeit: 4 Stunden

## Touren
- Bachlenkenkopf (2759 m): Gehzeit 30 Minuten
- Gösleswand (2912 m): Gehzeit 1 Stunde
- Finsterkarspitze (3028 m): Gehzeit 2 Stunden
- Keesegg (3173 m): Gehzeit 4 Stunden
- Reichenberger Spitze (3030 m): Gehzeit 2 Stunden
- Rotenmanntörl (2997 m): Gehzeit 3 Stunden (Weg am Schlussanstieg ist derzeit wegen Erdrutsch gesperrt)

## Übergang zu anderen Hütten
- Clarahütte
- Lasörlinghütte, Gehzeit 5 Stunden, („Lasörlinghöhenweg“)
- Lasnitzenhütte, Gehzeit 3½ Stunden
- Lenkjöchlhütte
- Bergerseehütte
- Barmer Hütte

## Galerie

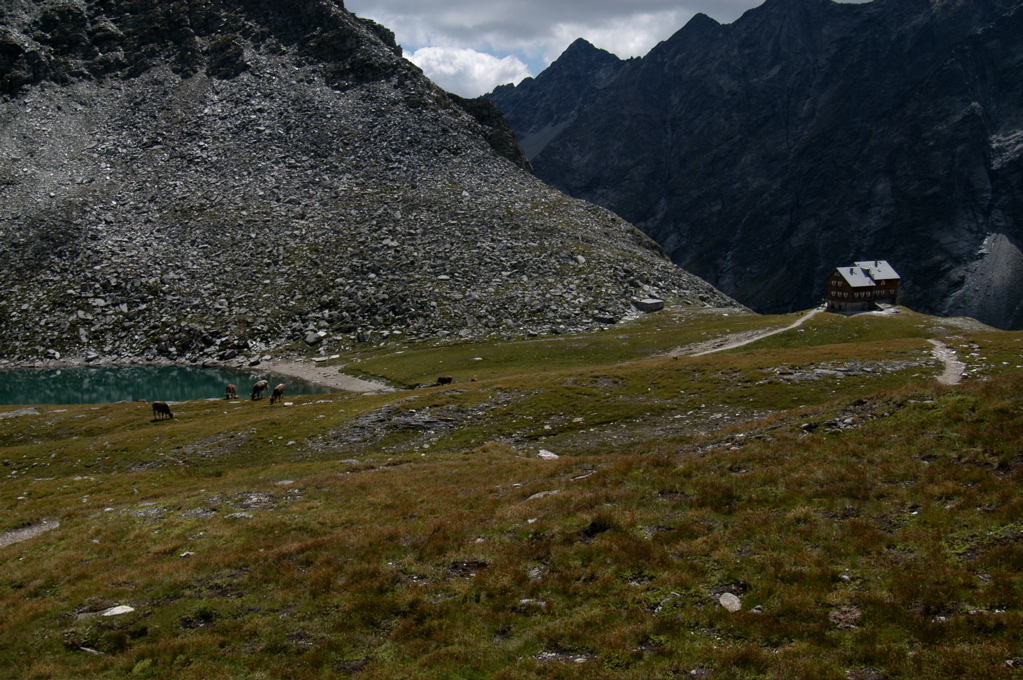
Neue Reichenberger Hütte mit Bödensee (2004)
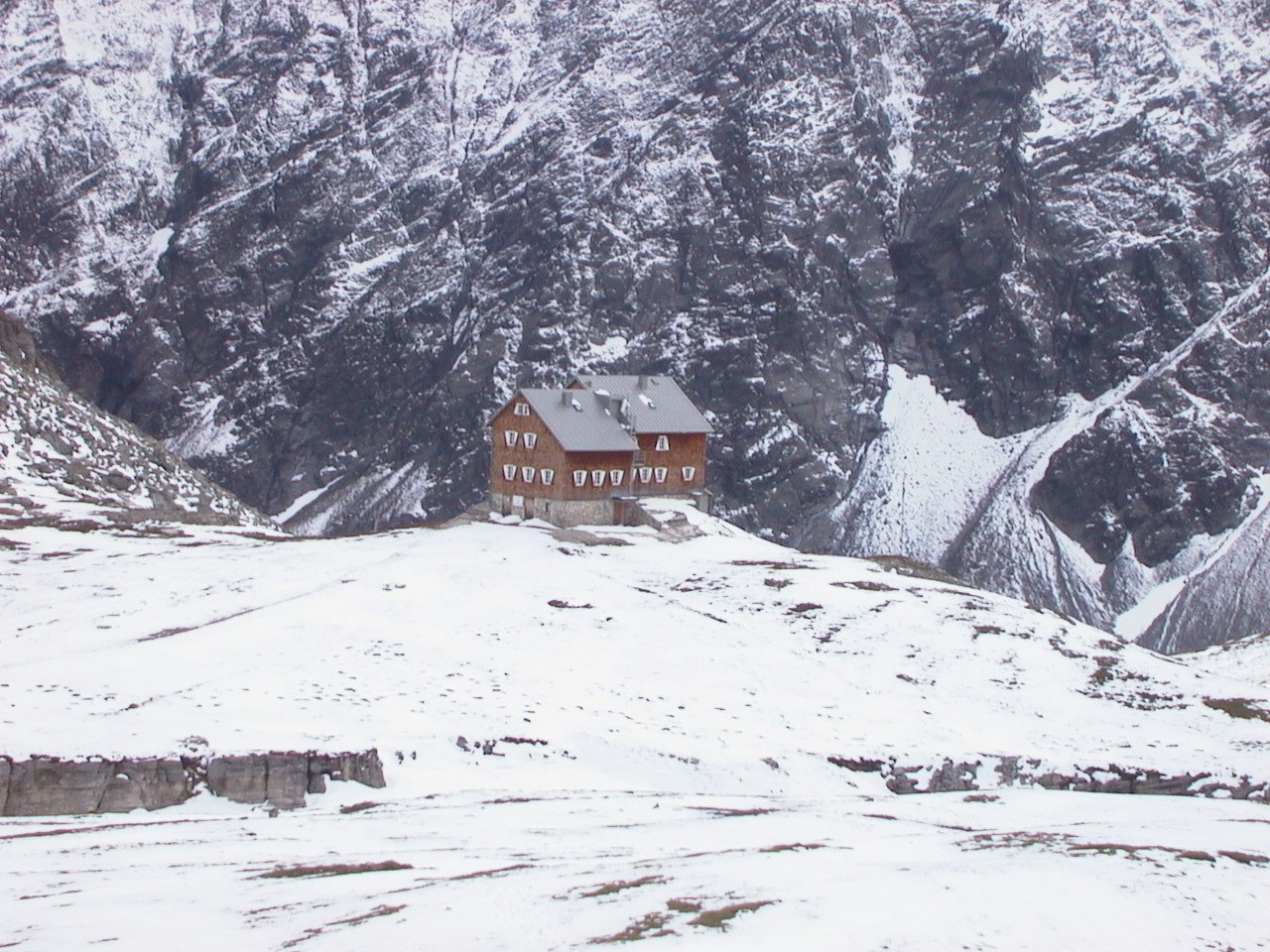
Neue Reichenberger Hütte von der Bachlenke (2007)
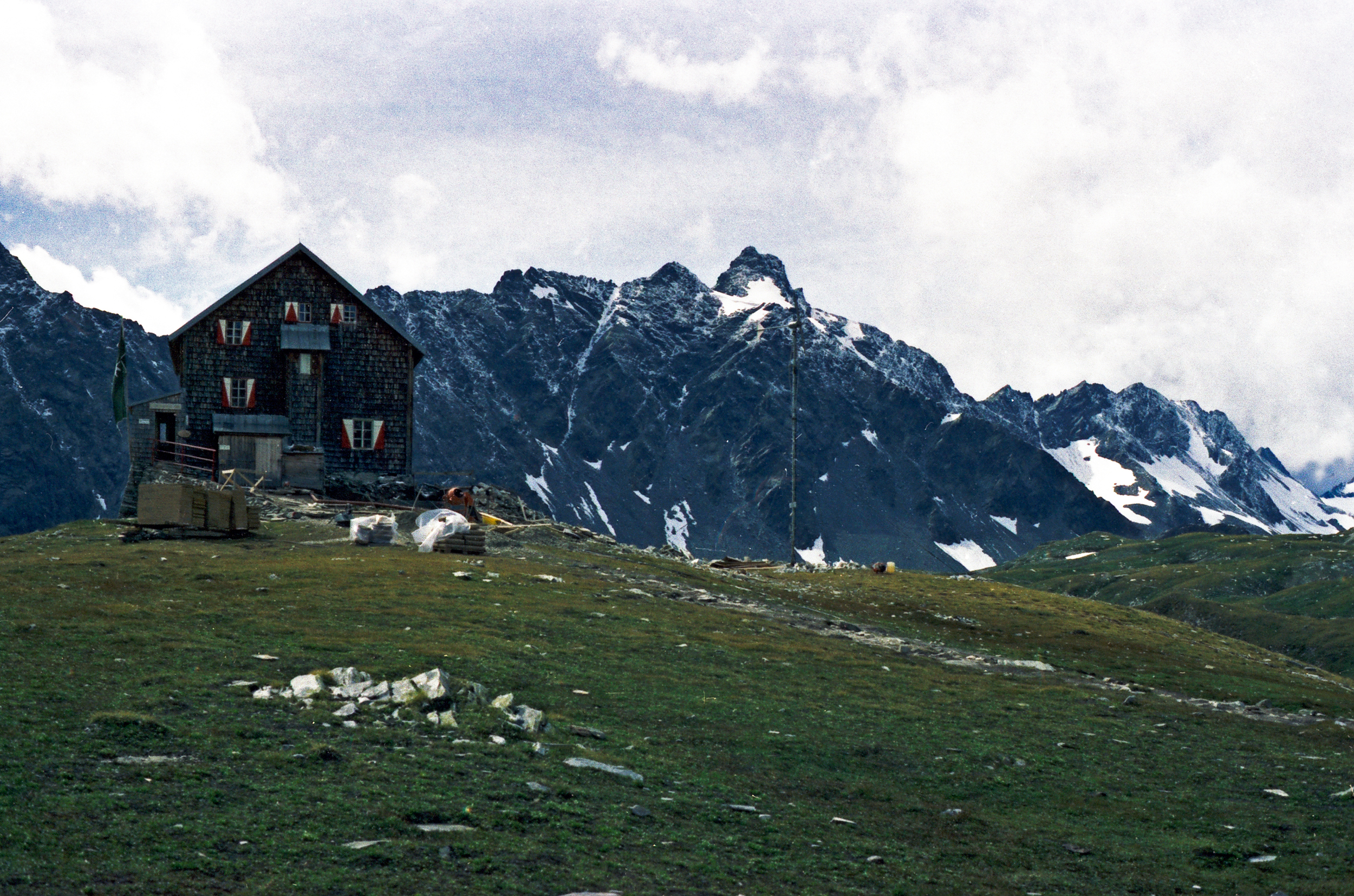
Neue Reichenberger Hütte vor dem Umbau 1980 [Anm. 1]
Bödensee mit Wasserausleitung zur Neuen Reichenberger Hütte (Sommer 1980) [Anm. 2]

## Karte
- Tabacco-Karte 1:25.000, Blatt Nr. 075, Venedigergruppe Matrei - Virgental - Tauerntal